# 劉靖 (清朝)
劉靖，河南許州（一作新鄭）人，清朝政治人物。
劉靖為康熙五十九年（1720年）庚子科副貢。於乾隆二年（1737年）接替秦士望，擔任台灣府彰化縣知縣。管轄約今台灣中西部區域。